# 栄町駅 (富山県)
栄町駅（さかえまちえき）は、富山県富山市石金一丁目にある、富山地方鉄道不二越線（不二越・上滝線）の駅である。副駅名は「県立中央病院口」。駅番号はT58。

## 概要
地元住民の要望と富山県立中央病院に隣接して富山県立大学看護学部の新設で学生の利用が見込まれることから、富山地方鉄道は稲荷町駅 - 不二越駅間に駅開設を決定。2019年（平成31年）3月16日に開業した。なお、富山地方鉄道の新駅開業は2015年（平成27年）に開業した新黒部駅以来となった。

## 歴史
- 2018年（平成30年）8月10日：国土交通省北陸信越運輸局が稲荷町駅 - 不二越駅間の新駅設置を認可[6]。
- 2019年（平成31年）3月16日：駅開業[1][2][7]。

## 駅構造
単式ホーム1面1線を有する地上駅で無人駅である。全長60メートルのホームには屋根が設置されている。ホーム両端に入口があるが、北側入口はスロープになっており、バリアフリー化されている。総工費は約6500万円、1日あたりの利用者数は200人を見込んでいた。

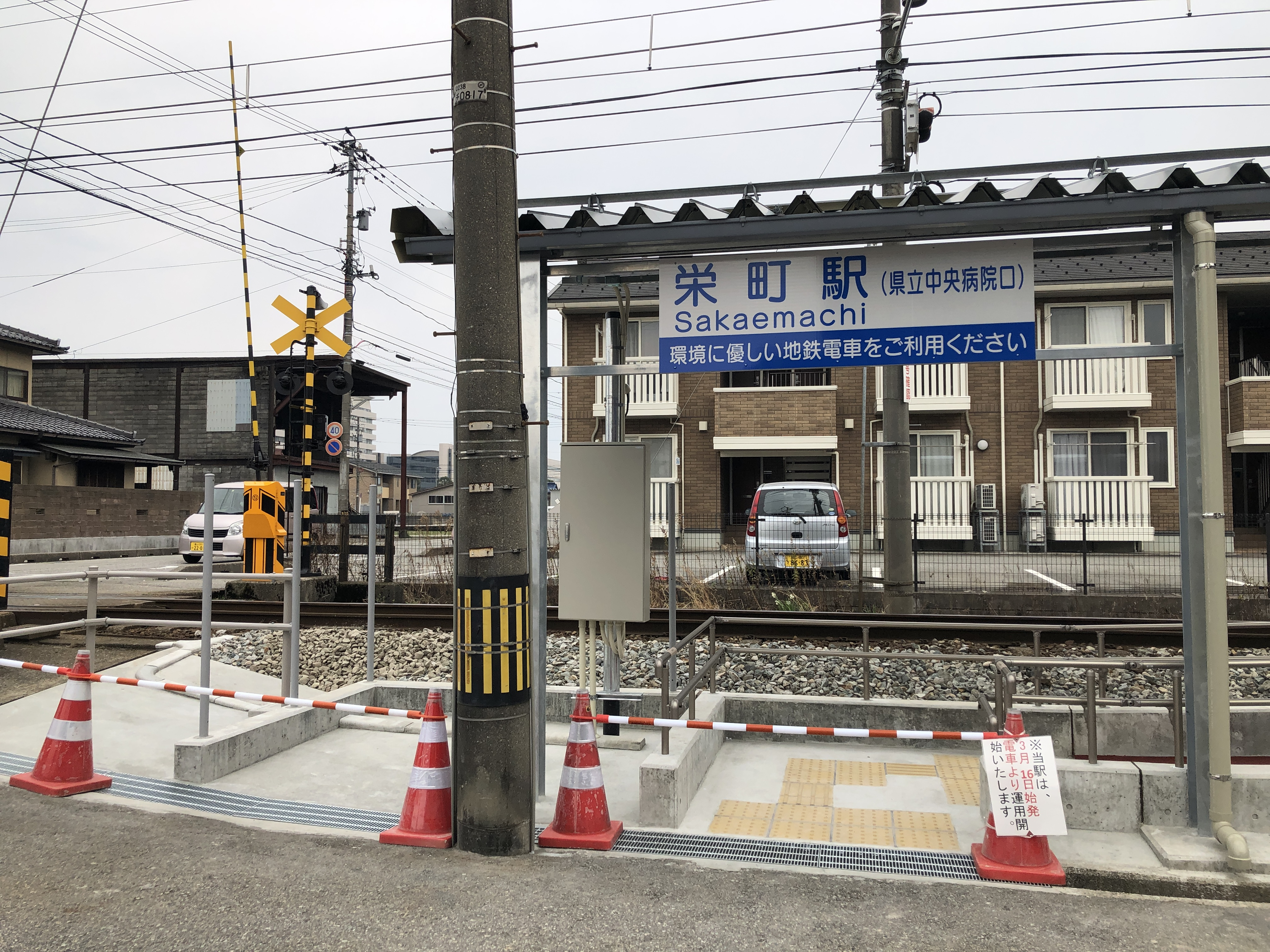
入口（北側。2019年3月）
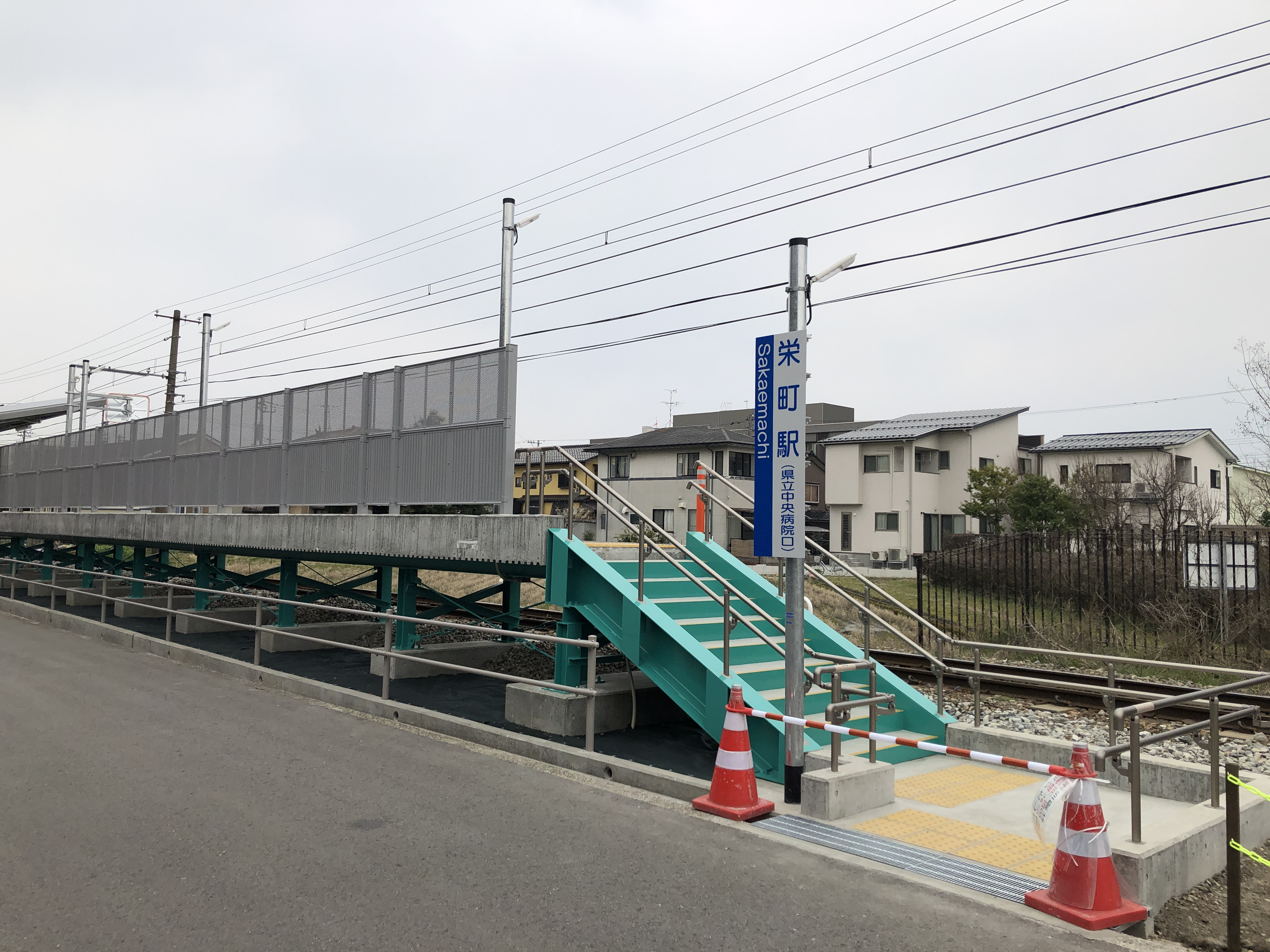
入口（南側。2019年3月）
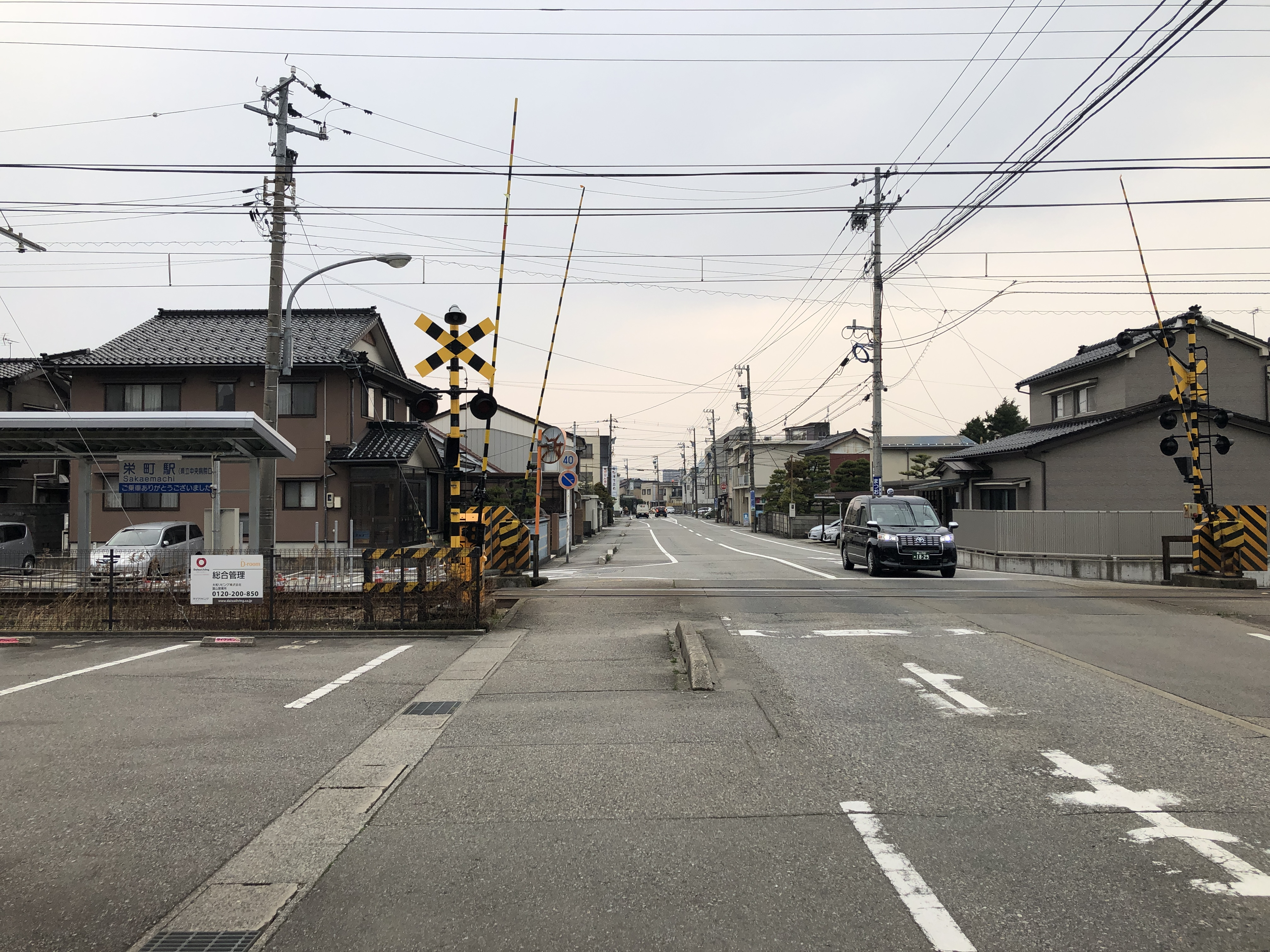
隣接する踏切（2019年3月）

## 利用状況
「富山市統計書」によると、2019年度の1日平均乗車人員は70人である。
近年の1日平均乗車人員は以下の通り。
| 年度   | 1日平均 乗車人員 |
| ------ | ---------------- |
| 2019年 | 70               |
| 2020年 | 64               |
| 2021年 | 71               |
| 2022年 | 70               |

## 駅周辺
- 富山県立中央病院
- 富山県立大学看護学部 （富山キャンパス）
- 富山市立図書館東部分館
- 富山市立東部小学校
- 富山市東部児童館
- 石金夢の森公園

## 隣の駅
富山地方鉄道
■不二越線
稲荷町駅 (T02) - 栄町駅 (T58) - 不二越駅 (T59)